# Marcelo Balboa
Marcelo Balboa (* 8. August 1967 in Chicago, Illinois) ist ein ehemaliger US-amerikanischer Fußballspieler.
Der Verteidiger war in den 1990er Jahren lange Zeit Kapitän der Fußballnationalmannschaft der Vereinigten Staaten und nahm an den Fußball-Weltmeisterschaften 1990, 1994 und 1998 teil.
Er arbeitete nach dem Karriereende bei den Colorado Rapids in der Verwaltung und betreute 2012 eine Schülermannschaft der Monarch High School in Louisville, Colorado. Außerdem ist er als Kommentator und Analyst bei diversen US-amerikanischen Fernsehsendern aktiv.

## Spielerkarriere

### Jugend
Balboa hatte argentinische Vorfahren und wuchs in Cerritos, Kalifornien auf. Er spielte in dem Jugendfußballklub Fram-Culver mit und konnte 1986 den McGuire Cup (Nationale U19-Meisterschaft) gewinnen. Sein Vater, ein ehemaliger Fußballspieler der in Argentinien und in der North American Soccer League aktiv war, trainierte ihn hier. 1985 schloss Balboa die Cerritos High School ab und besuchte anschließend das Cerritos College. 1988 wechselte er zur San Diego State University. Dort wurde er in den beiden kommenden Jahren in die Auswahlmannschaften der besten College-Spieler in den USA berufen.

### Profi
Von 1987 bis 1989 spielte er während seiner Zeit am College für die San Diego Nomads in der Western Soccer League. 1988 wurde er zum wertvollsten Spieler der Liga gewählt. 1990 begann er seine Karriere als Profispieler bei den San Francisco Bay Blackhawks in der American Professional Soccer League. 1992 wechselte er zu den Colorado Foxes, die ebenfalls in der APSL spielten.
1994 und 1995 spielte Balboa für den Club León in Mexiko.
Als 1996 die Major League Soccer gegründet wurde, spielte er für die Colorado Rapids. Dort blieb er die nächsten 6 Jahre, ehe er 2002 seine Karriere bei den MetroStars beendete.

### Nationalmannschaft
Balboa nahm an den Fußball-WM 1990, 1994 und 1998 teil. 1990 war er Kapitän des Teams. 1994 machte er ein sehr gutes Spiel gegen Kolumbien in der Vorrunde der WM und schoss mit einem Fallrückzieher auf das Tor der Kolumbianer.
Er kam als erster CONCACAF-Spieler auf 100 Länderspiele, insgesamt absolvierte er zwischen 1988 und 2000 128 Länderspiele, in denen er 13 Tore erzielte.

## Privat
Balboa lebt in Superior, Colorado. Neben seiner Tätigkeit als Kommentator im US-Sportfernsehen ist er der technische Direktor des Trebol Soccer Clubs, einem Jugendfußballklub aus Lafayette, Colorado.